# Бенхамін Галіндо
Бенхамін Галіндо (ісп. Benjamín Galindo, нар. 11 грудня 1960, Тьєрра-Бланка) — мексиканський футболіст, півзахисник. По завершенні ігрової кар'єри — тренер.

## Клубна кар'єра
У дорослому футболі дебютував 1979 року в клубі «Тампіко Мадеро», в якому провів сім сезонів. В останньому — команда двічі стає віце-чемпіоном країни. Граючи за цей клуб, отримав запрошення до збірної Мексики.
В 1986 отримує запрошення продовжити свою кар'єру в лавах одного з грандів мексиканського футболу — «Гвадалахари». У першому сезоні за новий клуб виграє чемпіонат Мексики. Всього за «Чівас» відіграв наступні вісім сезонів своєї ігрової кар'єри. Більшість часу, проведеного у складі «Гвадалахари», був основним гравцем команди.
Протягом 1994–1997 років захищав кольори команди клубу «Сантос Лагуна». Вдруге стає чемпіоном країни. У першому фінальному матчі відзначився голом у власні ворота.
1997 року уклав контракт з клубом «Крус Асуль», у складі якого провів наступні два роки своєї кар'єри гравця. Граючи у складі столичної команди виграв зимовий чемпіонат 1997 року.
В 1999 році переходить до «Пачуки», допомагає команді виграти перший чемпіонський трофей в своїй історії.
Потім повернувся до «Гвадалахари», у складі якої проводить ще один сезон і завершує ігрову кар'єру.

## Виступи за збірну
1983 року дебютував в офіційних матчах у складі національної збірної Мексики. За 15 років кар'єри у головній команді країни провів 65 матчів, забивши 28 голів.
У складі збірної був учасником чемпіонату світу 1994 року у США. Двічі брав участь у розіграшах кубка Америки: 1993 в Еквадорі та 1995 в Уругваї. На першому турнірі виграв срібну нагороду. У розіграшу Золотого кубка КОНКАКАФ 1991 року, який проходив у США, здобув бронзові нагороди. Брав участь у кубка конфедерацій 1995 року у Саудівській Аравії, де Мексика виграла «бронзу».

## Кар'єра тренера
Розпочав тренерську кар'єру у «Гвадалахарі». В подальшому очолював клуби «Сантос Лагуна», «Крус Асуль» та «Атлас». В 2011 вдруге очолив «Сантос Лагуну» і виграв Клаусуру 2012.

## Титули і досягнення

### Футболіст
- Срібний призер Кубка Америки: 1993
- Третій призер кубка конфедерацій (1): 1995
- Бронзовий призер Золотого кубка КОНКАКАФ: 1991
- Чемпіон Мексики (4): 1987, 1996 (З), 1997 (З), 1999 (З)
- Віце-чемпіон Мексики (2): 1985 (П), 1986 (М)

### Тренер
- Чемпіон Мексики (1): 2012 (К)